# Sila Viravong
Sila Viravong (ou Maha Sila Viravongs) est un historien du Laos, philologue, professeur de pâli, modernisateur de l'alphabet lao qui a été une grande figure intellectuelle de l'indépendantisme laotien pendant les luttes contre la tutelle française en militant activement au sein du mouvement Lao Issara avec lequel il s'exila en Thaïlande en 1946. Il a été le secrétaire personnel du prince Phetsarath (10 janvier 1889 - 1er octobre 1959). Son nom est souvent précédé du titre honorifique Maha et il est souvent nommé avec ce titre comme « Maha Sila ».
Il est le père de l'écrivaine, intellectuelle et éditrice laotienne Douangdeuane Bounyavong.

## Biographie
Issu d'une famille de cultivateurs originaires de Champassak, Sila Viravong est né le 1er août 1905 dans la province de Roi-Et (en thaï : ร้อยเอ็ด ) située au milieu du pays Isan en Thaïlande. Entré jeune dans les ordres comme bonzillon à la pagode du village, il est initié très tôt aux alphabet tham et lao gravés sur les feuilles de latanier des manuscrits sur ôles. Le jeune moine s'éprend de l'histoire et de la littérature lao qui a survécu dans les pagodes de cette province conquise par les Siamois vers la fin du 18e siècle à l'ancien royaume lao, le Lane Xang affaibli et divisé. Lorsqu'il quitte la robe, il part étudier le pâli à Bangkok. En 1929, il devient le secrétaire du Prince laotien Phetsarath Rattanavongsa, chef de file du nationalisme lao durant la tutelle française. Il rejoint le « Mouvement pour la rénovation nationale », fondé en 1940 par de jeunes intellectuels laotiens (chaperonnés par la France qui voyait dans cette stratégie une façon de maintenir son influence dans le pays). Il rejoint le mouvement indépendantiste Lao Issara (littéralement « le Laos libre ») après la tentative de prise de contrôle de l’Indochine française par le Japon (9 mars 1945 à août 1945). Lorsque la France reprend en main le Laos en 1946, il suit les membres du Lao Issara en exil à Bangkok où il entreprend des recherches savantes à la Bibliothèque nationale de Thaïlande.
Il rentre au Laos en 1949 où il devient professeur de pâli à l’Institut Bouddhique de Chanthaboury (à Vientiane). 
Il se marie à Vientiane avec Nang Maly. Parmi leurs quatorze enfants, Douangdeuane a épousé l’écrivain Outhine Bounyavong. Bien qu’à la retraite depuis 1963, après la proclamation de la République Démocratique Populaire Lao en 1975, il est nommé expert auprès du Ministère de l’Éducation Nationale. Il a poursuivi des activités littéraires d’enseignement, de recherche et de conseil jusqu’à son décès en février 1987.

## Œuvre
Dans les années 1930, Sila Viravong s'est opposé à la latinisation de l'écriture lao. Il s'employa à moderniser l'alphabet lao, en particulier pour rendre celui-ci plus phonétique. Il rédigea une nouvelle grammaire lao ainsi qu'un dictionnaire. Il a aussi proposé un système de transcription de la langue pâli en caractères lao modernes pour faciliter la lecture psalmodiée des prières dans les pagodes. Cette transcription est encore utilisée.
Comme professeur de pâli à l'Institut bouddhique, il a rédigé un manuel d'apprentissage du pâli.
Il est l'auteur du premier manuel d'Histoire du Laos édité par le Ministère de l’Éducation nationale du Laos.
Préoccupé d'astrologie, il a conçu un calendrier lao utilisé conjointement aux autres calendriers étrangers.
Comme militant actif du mouvement Lao Issara, il a participé à l'acte d’indépendance du 12 octobre 1945 ainsi qu'à la conception du drapeau national.
Parmi ses œuvres seules son Histoire du Laos ( Phongsavadane lao, 1957), basée sur les Chroniques du Lane Xang, et sa biographie du Prince Phetsarath (publiée à titre posthume) ont fait l'objet d'une traduction française. S'il fut bien une figure marquante de la reconstruction de l'identité nationale lao, par leur manque de rigueur scientifique dans la méthode et leur parti pris nationaliste les travaux du Maha Sila n'ont désormais plus qu'un intérêt historiographique.